# Mer de Koro
 (mars 2023).
Si vous disposez d'ouvrages ou d'articles de référence ou si vous connaissez des sites web de qualité traitant du thème abordé ici, merci de compléter l'article en donnant les références utiles à sa vérifiabilité et en les liant à la section « Notes et références ».
Pour les articles homonymes, voir Koro.
La mer de Koro est une mer de l'océan Pacifique située dans le centre des Fidji. Elle tient son nom de l'île de Koro.